# 仙台市立生出中学校
仙台市立生出中学校（せんだいしりつ おいでちゅうがっこう）は、宮城県仙台市太白区茂庭字中ノ瀬西にある公立中学校。

## 沿革
- 1947年（昭和22年）4月1日 - 生出村立生出中学校として開校
- 1956年（昭和31年）4月1日 - 仙台市立生出中学校に改称
- 1985年（昭和60年）4月 - 仙台市立人来田中学校が生出中学校から分離、開校
- 1990年（平成2年）4月 - 仙台市立茂庭台中学校が生出中学校から分離、開校

## 学区
- 生出地区
- 赤石地区
- 人来田地区(1部)
- 坪沼地区
  - 坪沼地区はかつて、宮城交通が仙台から村田町菅生へ路線バスが運行していたが、利用者減で赤字路線となり廃止となった。このため、坪沼地区の生徒の足を確保する必要があり、坪沼地区の住民がお金を出し合って乗合タクシーの運行に必要な資金を捻出し、生出地区のタクシー会社に乗合タクシーを委託運行するになり、坪沼地区の生徒の通学の足を確保することとなった。

## 行事
- 入学・卒業・始業・終業・修了式
- 生徒総会
- 合唱コンクール【4校合同】[生出・秋保・広陵・根白石]
- 4校交流[生出・秋保・広陵・根白石]
- 文化発表会
- レクスポ祭[体育祭]
- 予選会[3年生を送る会]
- 校外学習【1年生】[仙台市周辺]
- 野外活動【2年生】[東北地方]
- 修学旅行【3年生】[東京方面]